# Бондо (Италия)
Бо́ндо (итал. Bondo) — коммуна в Италии, расположена в области Трентино-Альто-Адидже, в провинции Тренто.
Население составляет 698 человек (2011 г.), плотность населения составляет 68 чел./км². Занимает площадь 10 км². Почтовый индекс — 38081. Телефонный код — 0465.
Покровителем коммуны почитается святой апостол Варнава, празднование 11 июня. 

## Население
Динамика населения:

## Администрация коммуны
- Официальный сайт: